# 13. Międzynarodowy Festiwal Filmowy w Cannes
13. Międzynarodowy Festiwal Filmowy w Cannes odbył się w dniach 4−20 maja 1960 roku. Imprezę otworzył pokaz amerykańskiego filmu Ben Hur w reżyserii Williama Wylera.
Jury pod przewodnictwem belgijskiego pisarza Georges'a Simenona przyznało nagrodę główną festiwalu, Złotą Palmę, włoskiemu filmowi Słodkie życie w reżyserii Federico Felliniego.

## Jury Konkursu Głównego
- Georges Simenon, belgijski pisarz − przewodniczący jury[3]
- Marc Allégret, francuski reżyser
- Louis Chauvet, francuski dziennikarz
- Diego Fabbri, włoski dramaturg
- Hidemi Ima, japoński reżyser
- Grigorij Kozincew, rosyjski reżyser
- Maurice Le Roux, francuski kompozytor
- Max Lippmann, niemiecki krytyk filmowy
- Henry Miller, amerykański pisarz
- Ulyses Petit de Murat, argentyński scenarzysta
- Simone Renant, francuska aktorka